# Karomia gigas
Karomia gigas ist ein seltener Baum in der Familie der Lippenblütler aus Kenia und Tansania. Die Art ist stark gefährdet.

## Beschreibung
Karomia gigas wächst als halbimmergrüner Baum bis 12–24 Meter hoch. Die braune Borke ist schuppig bis abblätternd.
Die einfachen Laubblätter sind gestielt. Sie sind oberseits kahl und unterseits feinhaarig sowie drüsig. Die bis zu 22 Zentimeter großen Blätter sind eiförmig bis verkehrt-eiförmig oder rundlich und spitz bis bespitzt.
Die zwittrigen Blüten mit doppelter Blütenhülle sind blass lila. Der Kelch breit trichterförmig, ganz bis schwach gelappt verwachsen mit scheiben-, tellerförmigem Saum. Die Krone ist schmal trichterförmig, mit kurzer auf einer Seite geschlitzten  Kronröhre, mit 5 ungleichen, langen Lappen, der unterste ist leicht vergrößert. Die 4 langen Staubblätter oben in der Kronröhre sind didynamisch. Der Fruchtknoten mit langem Griffel und zweilappiger Narbe ist oberständig.
Es werden kleine, verkehrt-konische und harte, bis viersamige Kapselfrüchte, mit oben vier kleinen Höckern, im holzigen, welligen, vergrößerten Kelch gebildet.